# M4 (미사일)
M4 미사일은 프랑스의 잠수함 발사 탄도 미사일(SLBM)이다. 르두타불급 잠수함에서 발사한다.
1985년 5월 1일 실전배치되었다. 프랑스 최초의 MIRV 미사일이다. 무게 175 kg, 150 kt 수소폭탄인 TN-71 핵탄두 6개를 장착했다.
M45 미사일로 현재 교체되었다. 트리옹팡급 잠수함에서 사용한다.

## 같이 보기
- TN-75 핵탄두
- MIRV
- M4 미사일
- M45 미사일